# 328 Gudrun
328 Gudrun eller 1947 FH är en asteroid upptäckt 18 mars 1892 av den tyske astronomen Max Wolf i Heidelberg. Asteroiden har fått sitt namn efter Gudrun Gjukadotter inom nordisk mytologi. Hon var maka till Sigurd Fafnesbane och syster med Gunnar Gjukason.
Ockultationer har observerats.